# اولنا دوورنیچنکو
اولنا دوورنیچنکو (به انگلیسی: Olena Dvornichenko) ژیمناست زادهٔ ۳ نوامبر ۱۹۹۰ میلادی اهل کشور اسرائیل است.